# Schopflocher Torfmoor

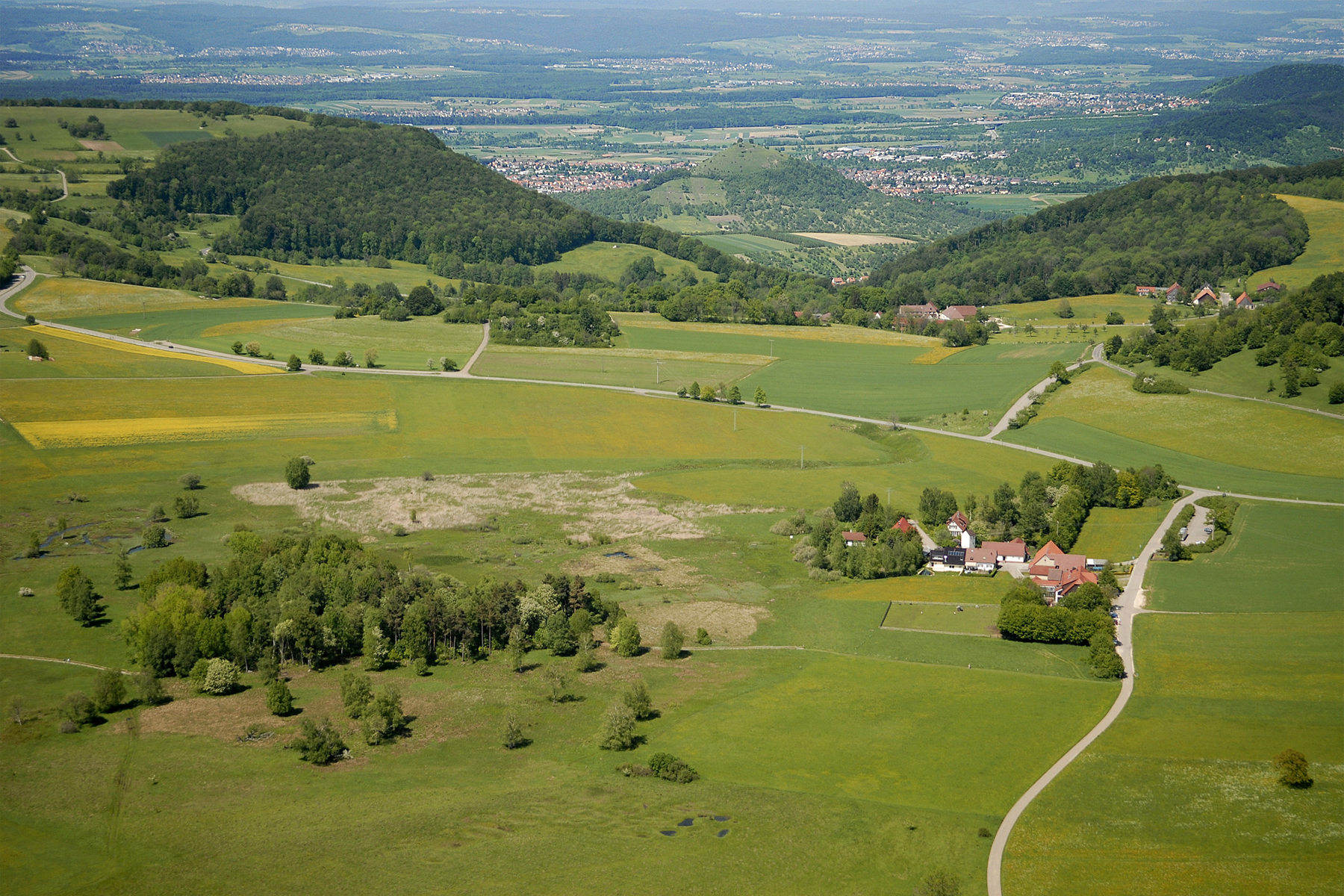
3 Vulkanschlotreste: Schopflocher Hochmoor vorne, Randecker Maar und Limburg hinten

Das Schopflocher Torfmoor ist das einzige größere Hochmoor der Schwäbischen Alb und befindet sich nördlich von Schopfloch, einem Ortsteil der Gemeinde Lenningen auf der Albhochfläche.
Entstanden ist es durch die Verwitterung von Basalttuff aus einem Vulkanschlot des Schwäbischen Vulkans, die zur Bildung einer wasserundurchlässigen Tonschicht führte – eine Seltenheit in dieser Umgebung. Der Maarsee, der sich über dieser Tonschicht bildete, ist im Laufe der Zeit verlandet.
Der Abbau des Torfes begann gegen Ende des 18. Jahrhunderts. 1942 wurde das Moor zu einem Naturschutzgebiet erklärt, nachdem der Schwäbische Albverein bereits 1931 die Überreste des durch Torfabbau und Entwässerungsmaßnahmen nahezu ruinierten Moores aufgekauft hatte. Obwohl dieses Naturschutzgebiet später noch erweitert wurde, entwickelt sich die moortypische Fauna und Flora weiterhin zurück, da nach wie vor viel Wasser abfließt und der verbliebene Torf stark mineralisiert ist.
Ein Rundweg ab dem Otto-Hoffmeister-Haus, der teilweise über einen Schwellenweg führt, und ein Informationszentrum sollen dazu dienen, Besuchern die letzten Überreste dieses Hochmoors vorzustellen.

## Die Nutzung und Erforschung des Moors

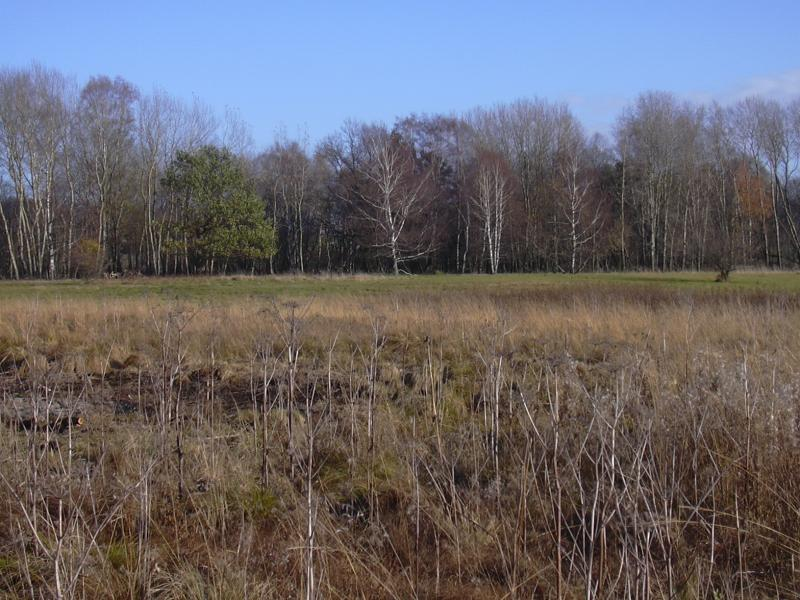
Schopflocher Torfmoor

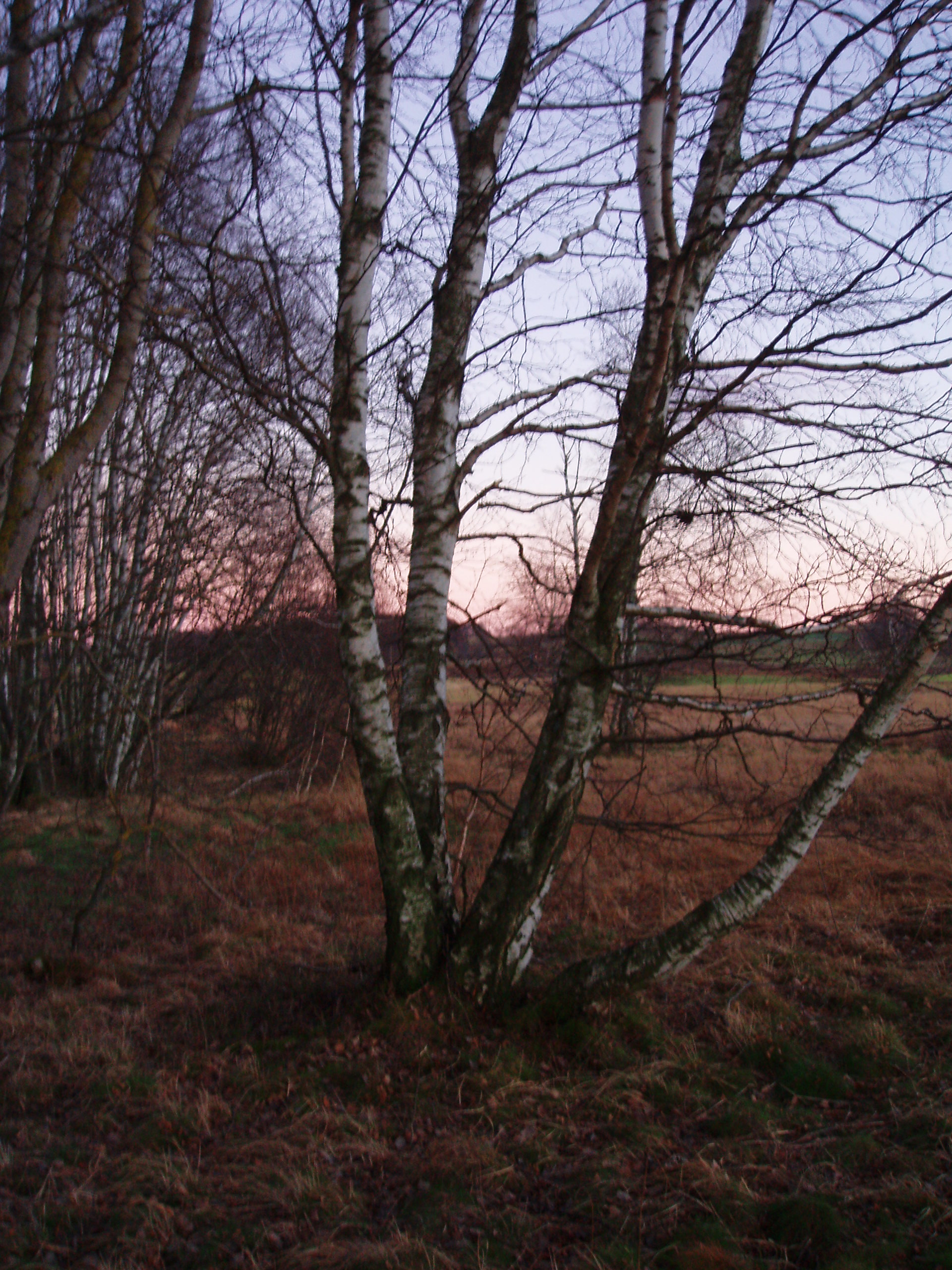
Schopflocher Torfmoor am Abend

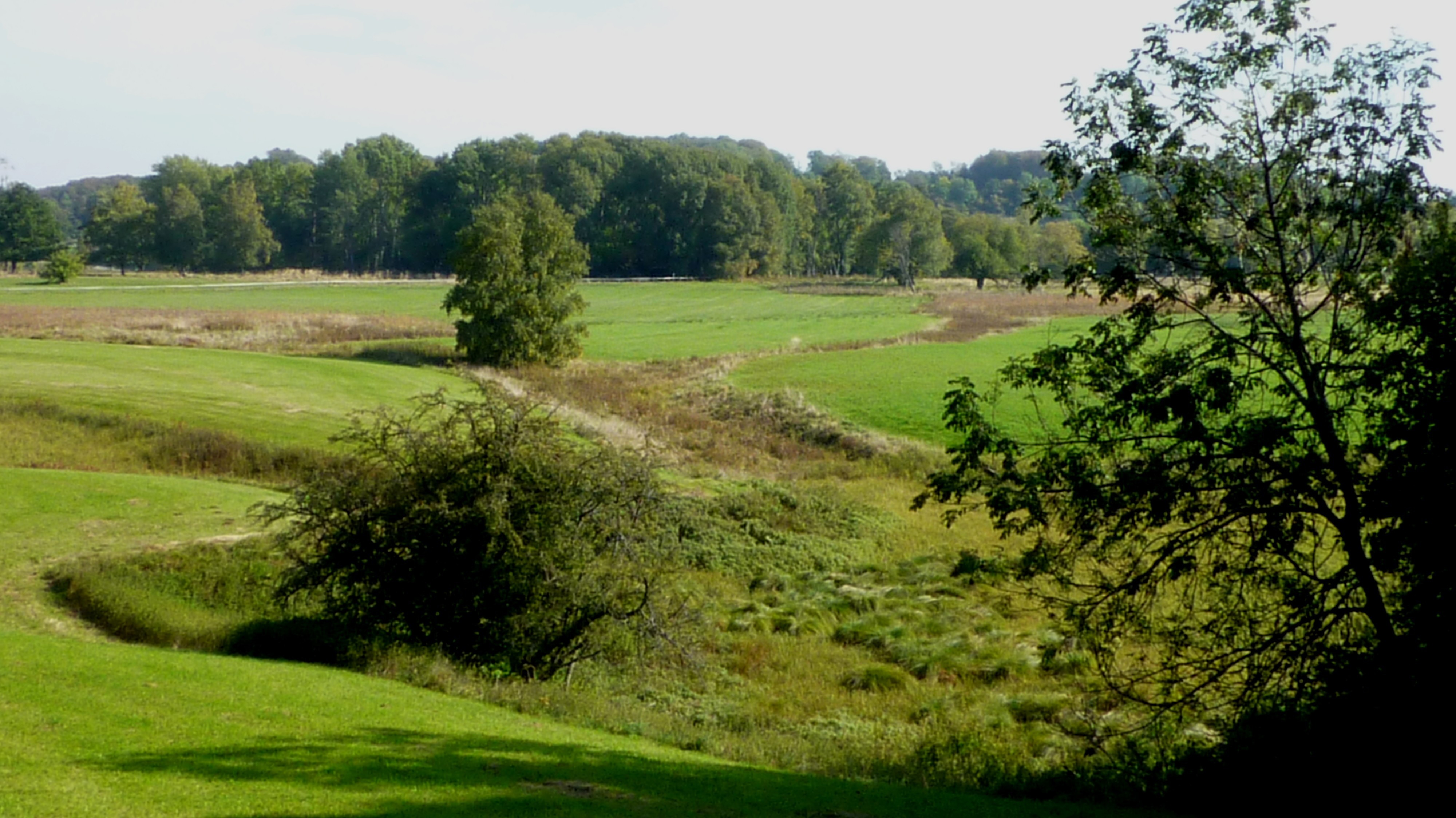
Naturschutzgebiet

Heinrich Schickardt schrieb 1626, er habe […] in dem dortigen Morast allenthalben acht Schuh herrlichen Torf gefunden. Aufgrund der ungünstigen Zeitumstände – der Dreißigjährige Krieg hatte acht Jahre vor dieser Feststellung begonnen – wurde jedoch der Torf vorläufig nicht abgebaut. Für 1752 sind Überlegungen zum privaten Torfabbau im Schopflocher Moor bezeugt, und 1766 ließ sich Herzog Carl Eugen von Württemberg alle Moorflächen der Oberämter melden. Bis 1844 wurde unter der Verwaltung der Obrigkeit Torf abgebaut, wobei teilweise auch Sträflinge zum Einsatz kamen. Aber auch in Privatinitiative versuchte man, das Moor zu nutzen. Der Kaufmann Christian Ludwig Glöckler aus Kirchheim/Teck ersuchte 1783 um gnädigste herzogliche Erlaubnis zum Torfabbau und erhielt sie auch. Ein Jahr später begann er mit der Trockenlegung des Schopflocher Torfmoors, indem er einen Graben zur Doline Stauchloch ziehen ließ. Doch einem Aufwand von 5400 Gulden stand ein Gewinn von 770 Gulden gegenüber, und Glöckler, der aufgrund seiner Bemühungen den Titel eines Kommerzienrates erhalten hatte, gab die Bewirtschaftung des Moores 1790 wieder auf. Andere Unternehmer nutzten das Torfmoor weiter bis um 1900.
Untersuchungen zur Beschaffenheit der Gegend stellte im 19. Jahrhundert Gustav Schwab an. Er veröffentlichte seine Ergebnisse 1823 in Die Neckarseite der Schwäbischen Alb. Neben der Erklärung der Entstehung des Moores ist hier auch eine erste Analyse des Untergrundes zu finden: Weißlicher Ton, so Schwab, bilde den undurchlässigen Boden, auf dem sich das Torfmoor gebildet habe.
Karl Gußmann hingegen war weniger an den geologischen Gegebenheiten, sondern mehr an den Sagen, die sich um das Moor rankten, interessiert. Er berichtete darüber 1925 in Der Sonntag, die illustrierte Beilage der Süddeutschen Zeitung. Unter anderem war beim Moorstechen ein riesiger Schlüssel gefunden worden, der wohl als der Torschlüssel zu der versunkenen Stadt Oberkirchheim zu gelten hat.
Nach Beendigung des Torfabbaus blieben zwei Resttorfhügel stehen. Offenbar war die Feuergefahr in dem aufgelassenen Gelände groß; es kam immer wieder zu Bränden, die oft wochenlang schwelten. Insbesondere für 1913 und 1929 sind solche Vorkommnisse bezeugt. Der Brand von 1929 kann wohl als Auslöser der Initiative des Schwäbischen Albvereins und des Landesamtes für Denkmalpflege gelten, die 1931 zum ersten Grunderwerb (fünf Flurstücke mit insgesamt etwa 0,5 Hektar) im Schopflocher Torfmoor zu Naturschutzzwecken führte.

## Schutzgebiete
Mit Verordnung des Regierungspräsidiums Stuttgart vom 21. Juli 1983 wurde das komplette Hochmoor mit einer Gesamtfläche von 50,4 ha als Naturschutzgebiet (NSG-Nummer 1.013) ausgewiesen. Ersetzt wurde damit eine alte Verordnung vom 26. Februar 1942, mit der damals 43,1 Hektar unter Schutz gestellt worden waren. Das Schopflocher Moor ist damit das älteste Naturschutzgebiet im Landkreis Esslingen. Geschützt wurde die Erhaltung des bedeutendsten Hochmoores der Schwäbischen Alb mit vielfältiger Fauna und Flora. Außerdem ist das Moor unter dem Namen Schopflocher Moor S von Ochsenwang auch als Geotop geschützt.